# Most Apollo

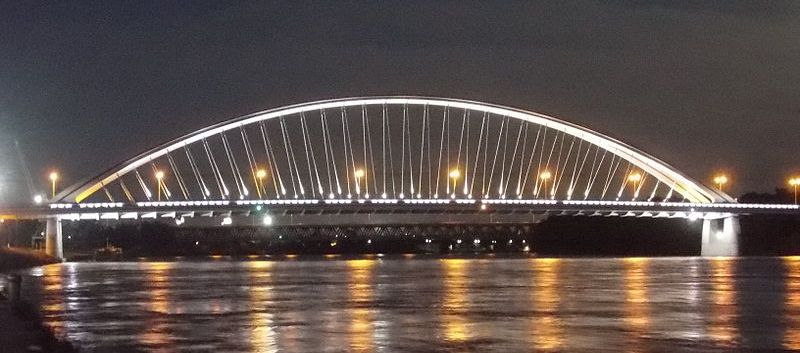
Most Apollo

Most Apollo – most przez Dunaj w Bratysławie, jeden z najmłodszych mostów stolicy Słowacji.
Most został otwarty został 5 września 2005. Nazwa „Apollo” pochodzi od istniejącej do II wojny światowej w pobliżu mostu rafinerii (obecnie Slovnaft).

## Dane techniczne
- Konstrukcja stalowa, waży 5240 ton;
- rozpiętość łuków 231 metrów;
- filar – 40 metrów;
- całkowity koszt 4,3 mld koron słowackich.

Most Apollo jest stalowym mostem łukowym z jazdą dołem. Na uwagę zasługuje zastosowana technologia budowy centralnego przęsła. Główną, łukową część ustroju nośnego wykonano w całości na brzegu Dunaju, po czym obrócono na jednym z filarów o 90 stopni, osadzając drugi koniec na filarze ustawionym w nurcie w odległości 40 m od drugiego brzegu rzeki.
Za wzorcowe rozwiązania konstrukcyjno-technologiczne oraz za walory architektoniczne most ten otrzymał w 2006 r. prestiżową nagrodę OPAL Awards Amerykańskiego Stowarzyszenia Inżynierów Budownictwa.